# ديفون ألمان
ديفون ألمان (بالإنجليزية: Devon Allman)‏ هو مغني وكاتب أغاني أمريكي، ولد في 10 أغسطس 1972 في كوربوس كريستي في الولايات المتحدة.

## وصلات خارجية
- ديفون ألمان على موقع IMDb (الإنجليزية)
- ديفون ألمان على موقع روتن توميتوز (الإنجليزية)
- ديفون ألمان على موقع ميوزك برينز (الإنجليزية)
- ديفون ألمان على موقع ميوزك برينز (الإنجليزية)
- ديفون ألمان على موقع أول ميوزيك (الإنجليزية)
- ديفون ألمان على موقع ديسكوغز (الإنجليزية)
- ديفون ألمان على موقع قاعدة بيانات الفيلم (الإنجليزية)